# Bematistes formosa
Bematistes formosa is een vlinder uit de familie van de Nymphalidae. De wetenschappelijke naam van de soort is voor het eerst gepubliceerd in 1874 door Arthur Gardiner Butler.
De soort komt voor in Kameroen, Equatoriaal Guinee, Gabon, Congo-Kinshasa, Oeganda en Angola.